# بحيرة باباتي
بحيرة باباتي هي بحيرة في تنزانيا تشتهر بأفراس النهر. أدت موجات الجفاف الأخيرة إلى انخفاض في عدد مشاهدات أفراس النهر، مما تسبب في قلق أصحاب الفنادق المحليين.
تقع البحيرة بالقرب من بلدة باباتي، في ولاية باباتي الحضرية في إقليم مانيارا .